# Альт-Кренцлін
Альт-Кренцлін (нім. Alt Krenzlin) — громада в Німеччині, розташована в землі Мекленбург-Передня Померанія. Входить до складу району Людвігслуст-Пархім. Складова частина об'єднання громад Людвігслуст-Ланд.
Площа — 37,57 км2. Населення становить 749 ос. (станом на 31 грудня 2020).